# 650-talet f.Kr.

## Händelser
- 657 f.Kr. – Kypselos blir Korinths förste tyrann.
- 656 f.Kr. – Psammetikus I tar kontrollen över hela Egypten.
- 653 f.Kr. – Atta-Khumma-In-Shushinak och Khumbanigash II efterträder Shilhak-In-Shushinak och Tempti-Khumma-In-Shushinak som kungar av Elamriket.
- 652 f.Kr.
  - Babylonien gör under Shamash-shuma-ukin uppror mot Assyrien.
  - För första gången omnämns i källorna kung "Kuras av Parsumas". Han är möjligen densamme som kung Kyros I av Anshan, ledare för akemeniderna.
- 651 f.Kr. – Zhou xiang wang blir kung av den kinesiska Zhoudynastin.
- 650 f.Kr.
  - Staden Abdera i Thrakien grundas av kolonisatörer från Clazomenae.
  - En klimatförändring påverkar alla bronsålderskulturer i Europa med kallare och våtare klimat; skandinaviska stammar tvingas ner på den europeiska kontinenten.
  - Mynt börjar runt denna tid präglas i Lydien.[1]
- Mayaindianerna börjar ockupera Piedras Negras, Guatemala.

## Avlidna
- 653 f.Kr. – Tantamani, den siste faraonen av Egyptens tjugofemte dynasti.
- 652 f.Kr.
  - Gyges, kung av Lydien.
  - Zhou hui wang, kung av den kinesiska Zhoudynastin.

### Fotnoter
1. ↑  ”Chronology of World History”. Arkiverad från originalet den 18 oktober 2011. https://web.archive.org/web/20111018123038/http://www.islandnet.com/~KPOLSSON/worldhis/index.htm. Läst 18 juli 2011.